# 斡羅思密
斡罗思密，元朝将领，畏兀儿人，坤闾城（新疆库尔勒）达鲁花赤阙里别斡赤的孙子，昔班的儿子。
元世祖至元二十三年（1286年），斡羅思密担任浙东宣慰使。浙东地区反元起事兴起，鑄造印璽，自稱天降大王，斡羅思密率兵镇压。后改镇广西，当地峒族首领（峒蠻）羅天佑领导反元，被他招降。斡罗思密六十九岁去世。其子咬住。